# Sofijiwka (rejon biłozerski)
Sofijiwka (ukr. Софіївка) – wieś na południu Ukrainy, w obwodzie chersońskim, w rejonie biłozerskim, położona nad Limanem Dniepru. Miejscowość liczy 536 mieszkańców.

## Historia
Wieś założono w 1789 roku. W 1795 roku Sofijiwka miała 129 mieszkańców.

## Zabytki
- Pozostałości dużej antycznej osady Kallipidów (Greko-Scytów) z okresu 2 poł. V – 1 poł. III wieku przed naszą erą (2 km na zachód od wsi).
- Pozostałości antycznej osady z okresu IV – 1 poł. III wieku przed naszą erą (1 km na zachód od wsi).
- Pozostałości umocnień wojskowych z 2 połowy XVIII wieku.